# Baccaurea deflexa
Baccaurea deflexa är en emblikaväxtart som beskrevs av Johannes Müller Argoviensis. Baccaurea deflexa ingår i släktet Baccaurea och familjen emblikaväxter. Inga underarter finns listade i Catalogue of Life.